# Jim Davis
Jim Davis, pseudônimo de James Robert Davis (28 de julho de 1945), é um cartunista estadunidense. Ele é mais conhecido por ser o criador do personagem de histórias em quadrinhos Garfield.

## História
Jim Davis nasceu em 28 de julho de 1945 em Marion, Indiana, e foi criado numa pequena fazenda de gado da raça Black Angus pelos seus pais, James e Betty Davis, na companhia de seu irmão mais novo, Dave (Doc). Como em quase todas as fazendas, na área junto ao curral, havia muitos gatos; chegou a ter uns 25 de uma vez só, segundo estimativas de Jim.
Ele acha que talvez tivesse se dedicado à vida da fazenda, não fossem os sérios ataques de asma que sofria quando criança. Forçado a ficar dentro de casa, longe das tarefas rotineiras de uma fazenda, passava as horas desenhando. Seus desenhos eram tão ruins que tinha que legendá-los. Com a prática, foi melhorando e logo descobriu que os quadros, quando acompanhados de palavras, eram mais engraçados. Nos últimos anos do primeiro grau, a asma foi controlada fazendo com que Jim pudesse entrar no time de futebol do colégio. Mais tarde, frequentou a Universidade de Ball State em Muncie, Indiana, onde se formou em Artes e Administração.
Depois de formado, Jim permaneceu por dois anos trabalhando para uma agência local de propaganda, antes de se tornar o assistente do criador de TUMBLEWEEDS, Tom Ryan. Jim aprendeu a técnica e a disciplina necessárias para tornar-se um cartunista sindicalizado e começou a desenhar sua própria tira cômica, GNORM GNAT. Quando tentou vender a tira para uma empresa de sindicalização nacional de tiras cômicas, comentaram: "Tem bastante graça, mas... insetos? Quem pode se identificar com um inseto?" Após 5 anos desenhando Gnorm, Jim desenhou um pé gigante que caiu do céu e esmagou Gnorm em sua última aparição.
Jim examinou as páginas de tiras cômicas dos jornais mais detalhadamente e percebeu que havia muitas tiras de sucesso com cachorros, mas não havia gatos! Jim combinou seu humor único com suas memórias dos 25 gatos da fazenda, mais sua habilidade artística em atividade desde criança e criou Garfield – um gato gordo, preguiçoso, adorador de lasanha e cínico. Jim diz que Garfield é uma mistura de todos os gatos que se lembrou desde a infância, todos enrolados em uma bola de pelos cor de laranja. Garfield herdou este nome do avô mal-humorado de Jim – James Garfield Davis.
A tira foi lançada em 19 de junho de 1978 em 41 jornais. Hoje Garfield é lido em 2 570 jornais por 263 000 000 de leitores em todo o mundo. Recentemente o livro "Guinness" que registra os recordes do mundo, nomeou Garfield como "A Tira Cômica mais Amplamente Sindicalizada do Mundo", agora pouco desde 1978, A Folha de S. Paulo, começou em recorte de quadrinhos do Garfield, em todos os dias no caderno Ilustrada, nesta edição.
Jim Davis vem obtendo grande sucesso desde o lançamento de Garfield, incluindo quatro prêmios Emmy (o maior prêmio da TV Americana) – como Melhor Programa de Animação - e a inclusão de seu nome no "Licensing Hall of Fame" em 1998. Mas os prêmios que ele mais aprecia são os recebidos de seus colegas da Sociedade Nacional dos Cartunistas: Melhor Tira Cômica Humorística (1981 e 1985), o prêmio Elzie Segar (1990) e o prestigioso prêmio Reuben (1990) pela Excelência como Cartunista.